# Forward intelligence Team

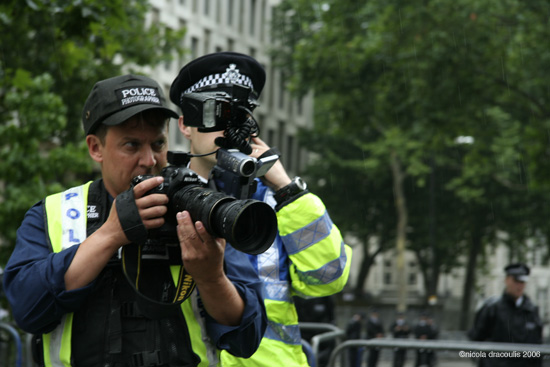
Forward Intelligence Team fuori dell'ambasciata USA a Londra

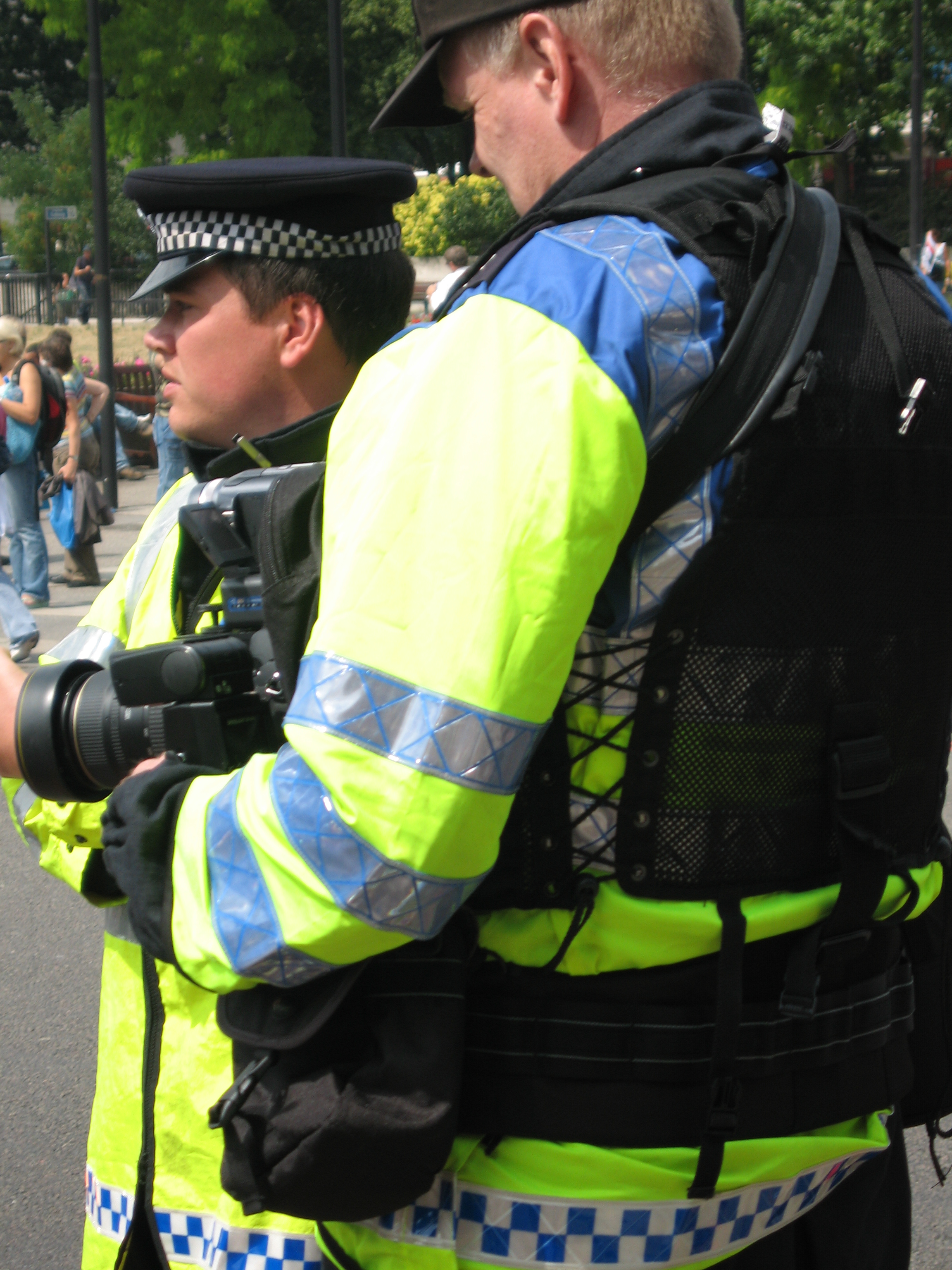
Un agente Forward Intelligence Team

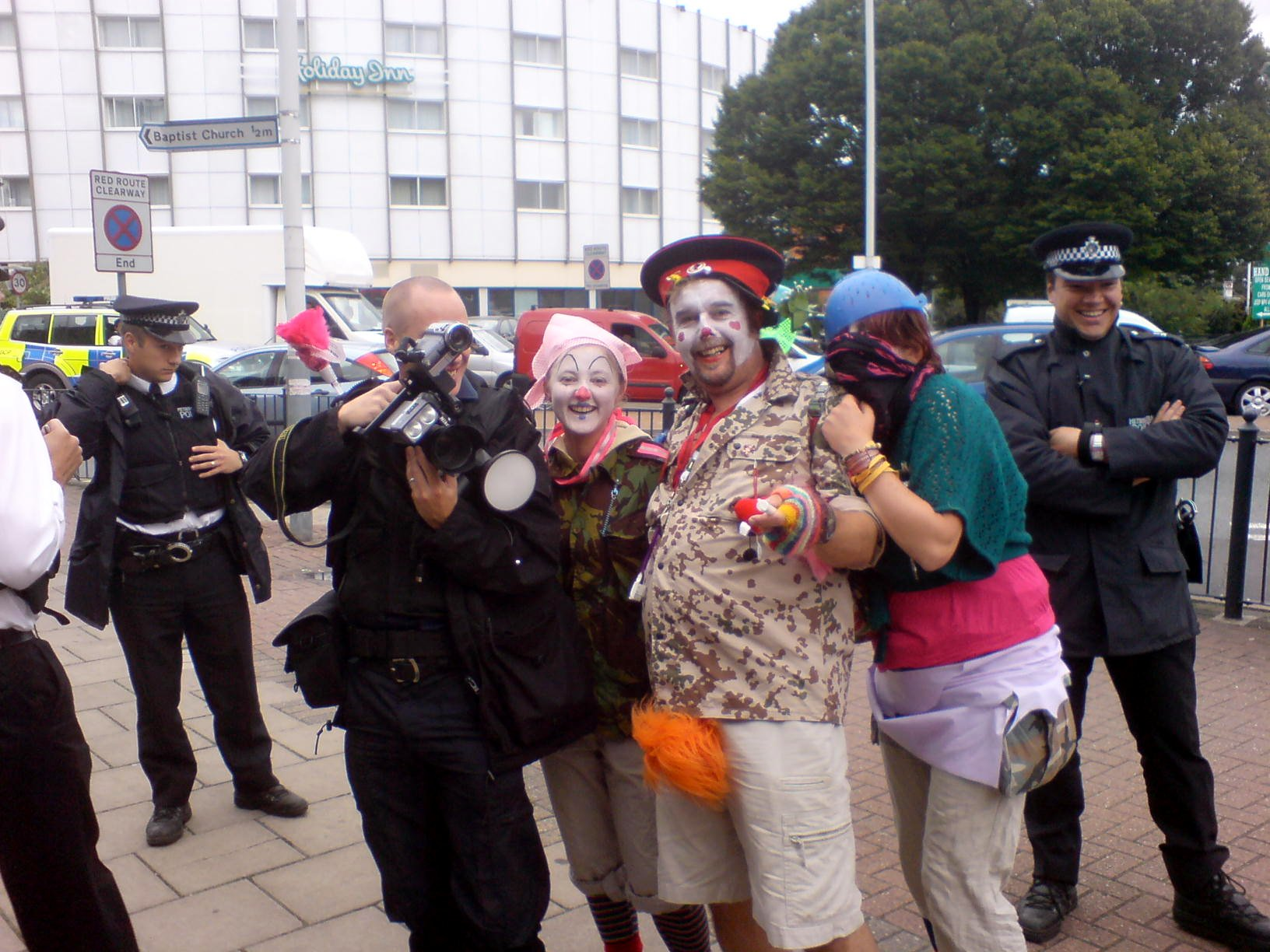
Un fotografo FIT e manifestanti al Camp for Climate Action, Heathrow 2007

Un Forward intelligence Team (in acronimo FIT, traducibile in italiano come "Unità di intelligence avanzata") è costituito da due o più agenti di Polizia del Regno Unito impiegati per raccogliere informazioni sul terreno e talora per contrastare gli attivisti e prevenire comportamenti antisociali. Usano fotocamere e dispositivi per riprese audiovisive per compiere sorveglianza palese sulla folla. Contro la loro prassi di sorveglianza palese è stato presentato un ricorso infruttuoso, ma nel 2009 la Corte d'appello ha stabilito che essi devono giustificare la conservazione delle fotografie caso per caso. Ogni informazione acquisita è registrata presso il database Crimint.
Gli attivisti politici hanno criticato i FIT e hanno detto di ritenere che l'obiettivo dello spiegamento dei FIT durante le manifestazioni sia quello di impedire le proteste legittime. I giornalisti hanno anche lamentato che i FIT tentano di impedire loro di fotografare le proteste, ed esercitano la sorveglianza sui giornalisti. Nel 2007 è nato Fitwatch, un gruppo di attivisti con l'obiettivo di ostacolare i FIT e di condurre subveglianza sugli agenti. Due membri del gruppo sono stati arrestati al Climate Camp 2008 con l'accusa di ostruzione. Un'unità di sorveglianza della polizia simile, la Video Intelligence Unit, è gestita dalla Greater Manchester Police. Nel giugno 2010, l'Home Office ha annunciato che avrebbe riesaminato l'uso dei FIT durante le operazioni di ordine pubblico svolte dalla polizia.

## Storia e funzione
I FIT furono formati per la prima volta negli anni 1990, in seno alla Public Order Intelligence Unit (CO11), una sezione del Public Order Branch della Metropolitan Police. Inizialmente avevano per obiettivo tifosi di calcio, sabotatori della caccia, e manifestanti politici (almeno dal 1996), usando fotocamere, videocamere, e registratori audio per svolgere sorveglianza palese sulla folla. Gli agenti (almeno di norma) vestono l'uniforme, e si propongono di essere una presenza ad alta visibilità. La loro uniforme talvolta si distingue da quella degli agenti ordinari perché la parte superiore delle loro giacche gialle fluorescenti è blu. Vengono impiegati anche fotografi civili in affiancamento ai FIT. Secondo Scotland Yard, lo scopo delle squadre FIT alle manifestazioni è raccogliere prove sui manifestanti per l'ipotesi di disordini.
Più recentemente la funzione del team si è estesa al lavoro di polizia più ordinario sui reati minori e il comportamento antisociale, e le forze di polizia sparse in tutto il Regno Unito oggi hanno i propri FIT. Nonostante la denominazione implicante che la sua funzione sia soltanto la raccolta di informazioni, il FIT è concepito anche per produrre un effetto deterrente. Per l'impiego in specifici quartieri l'azione del FIT appare volta a contenere i comportamenti antisociali. Jacqui Smith, poi divenuta Home Secretary, approvò la Operazione Leopard che usava i FIT riguardo ai giovani, a Laindon (Essex) dichiarando:

"L'Operazione Leopard è esattamente il tipo di intensa attività di polizia che riduce a più miti consigli i trasgressori ostinati… Videoregistrazione continua su di loro e i loro complici dalla mattina alla sera" 

Linda Catt, un'attivista, ha suggerito che la tattica [dei FIT] è "concepita per intimidire le persone e impedire le manifestazioni lecite". Questo punto di vista è rispecchiato da un resoconto della polizia sul suo operato durante la Camp for Climate Action del 2008, che vantò l'efficacia dei FIT nel disturbare gli attivisti.
Nel giugno 2010 l'Home Office annunciò una revisione dell'uso dei FIT nelle operazioni di ordine pubblico. Questo passo dipendeva dalla scoperta che le informazioni raccolte dai FIT comprendevano materiale non pertinente a sospetti reati, per esempio la registrazione di discorsi fatti nelle manifestazioni.
Nell'ottobre 2010 un fotoreporter individuò degli agenti FIT in abiti civili in occasione di una manifestazione contro le società che eludono le tasse, malgrado che il comandante Bob Broadhurst, nel maggio 2009, avesse dichiarato a una commissione parlamentare che alle manifestazioni di protesta venivano impiegati solo agenti ben riconoscibili per le loro giacche blu e gialle. La Metropolitan Police spiegò a The Guardian che era necessario schierare agenti in borghese per "ottenere informazioni per procurarci un'immagine investigativa aggiornata di cosa aspettarsi". È stata la prima volta che si è avuta notizia di FIT impiegate in abiti civili.

## Questioni legali
Il gruppo di opinione Liberty promosse un judicial review sulle pratiche di sorveglianza palese nel maggio 2008, e la decisione fu favorevole alla polizia, però fu chiesto alla polizia di esporre le sue prove alla Corte d'appello, dopo un'inchiesta del quotidiano The Guardian.
Nel maggio 2009 la corte d'appello statuì che non potessero più essere conservate le foto che i FIT avevano scattato a persone che non avevano commesso reati. La decisione fu assunta dopo che Andrew Wood, un attivista in tema di commercio d'armi, fu fotografato mentre contestava la dirigenza di Reed Elsevier al suo convegno generale annuale per aver organizzato dimostrazioni finalizzate al commercio di armi. Wood lamentò che la polizia lo aveva molestato e aveva violato il suo diritto alla riservatezza fotografandolo. Lord Collins di Mapesbury disse che la presenza della polizia aveva un "effetto raggelante" sulle persone che stavano protestando legittimamente. I FIT non sono stati messi al bando, ma ora devono giustificare caso per caso la conservazione delle immagini acquisite. A seguito di questa decisione l'unità di ordine pubblico della Metropolitan Police, Metropolitan Police Public Order Operational Commando Unit (CO11), fu costretta a cancellare il 40% delle foto di manifestanti in suo possesso.
In un rapporto sull'attività di ordine pubblico durante i Fatti del G20 di Londra, Denis O'Connor, il capo ispettore della polizia, dichiarò che l'uso comune dei FIT alle manifestazioni "creava problemi di riservatezza fondamentale e andava riveduto". Aggiunse che c'era "confusione" sul ruolo dei FIT e consigliò che l'Home Office emanasse direttive sulla legalità di sorvegliare i manifestanti e sulla conservazione delle immagini.

## Trattamento delle informazioni
Le informazioni raccolte dai FIT vengono salvate sul database Crimint, usato dalla polizia per catalogare il materiale investigativo di rilevanza penale. Le persone sono elencate con nomi che permettono alla polizia di stabilire a quali eventi abbiano partecipato i soggetti. Le fotografie ottenute dai FIT sono usate per realizzare "cartellini dell'osservatore" che consistono di "fototessera" che permettono agli agenti di riconoscere le persone quando parteciperanno a futuri eventi. Pagando 10 sterline, una persona può ottenere, ai sensi del Data Protection Act 1998, una lista di manifestazioni a cui ha partecipato, secondo le risultanze del Crimint.

## Reazione accademica
Una relazione del 2006, L'economia della sorveglianza di massa calcolò che l'uso dei FIT nei raduni di grandi masse implica la raccolta di informazioni su circa 1 200 persone per registrare le azioni di una persona. La relazione notava anche che le persone sui "cartellini dell'osservatore", usati dai fotografi della polizia, erano quelle impegnate nell'organizzazione delle manifestazioni e che i FIT partecipano anche agli incontri in cui si organizzano le manifestazioni.

## Critiche
Fitwatch (costituitosi all'inizio del 2007) agisce contro i FIT sia in forma attiva,  ostacolando le loro attività, sia in forma passiva, opponendo alle loro attività apparecchi fotografici (una forma di subveglianza).
Nel giugno 2009, The Guardian diffuse un video probatorio registrato da un FIT al Camp for Climate Action 2008 che dimostrerebbe la brutalità della polizia nei confronti di due donne appartenenti a Fitwatch. Le donne avevano chiesto agli agenti di mostrare il loro numero identificativo, dato che almeno quattro agenti non li tenevano visibili. Le donne tentarono di fotografare gli agenti di polizia per acquisire prove, ma furono spinte a terra, ammanettate, ed ebbero le gambe legate con fascette. Furono poi immobilizzate, arrestate, denunciate e incarcerate preventivamente per quattro giorni, di cui tre presso il carcere HM Prison Bronzefield, prima di essere rilasciate su cauzione. La polizia ritirò poi le accuse contro le donne. Le donne inoltrarono un reclamo presso l'Independent Police Complaints Commission riguardo all'incidente. Il giornalista George Monbiot commentò il fatto dicendo che "la polizia sta trasformando l'attivismo in un reato" e che "i metodi dei FIT sembrano presi da un manuale addestrativo della Stasi". Affermò che "chiunque sia politicamente attivo è filmato, identificato, monitorato, annotato, e fatto oggetto di controllo incrociato". Un rapporto di polizia sull'operazione a Kingsnorth elogiò l'impiego dei FIT dicendo che erano stati "molto efficaci e avevano procurato buone informazioni e contrasto".
Nel giugno 2008 tre membri di Fitwatch furono condannati per aver ostacolato gli agenti FIT mentre tentavano di fotografare i partecipanti ad un raduno di No Border network a Londra. Nel luglio 2010 la Inner London Crown Court annullò la condanna, con la motivazione che l'azione dei FIT sarebbe potuta essere lesiva dei diritti umani dei manifestanti.
Il 15 novembre 2010, la Police Central e-Crime Unit ingiunse agli host del blog di Fitwatch di oscurare il sito poiché "veniva usato per compiere attività criminali". La richiesta era successiva a un post sul blog dopo le proteste studentesche nel Regno Unito del 2010, che suggeriva agli studenti quali contromisure adottare se temevano di essere stati fotografati alla manifestazione, ad esempio tagliarsi i capelli e disfarsi degli abiti che indossavano nella circostanza. Emily Apple, una dei fondatori del sito disse a The Guardian, "In quel post [che dava consigli ai manifestanti studenteschi] non c'era nulla che non fosse già stato detto in precedenza sul nostro blog o altri siti". Il 17 novembre 2010 il sito di Fitwatch — ospitato da un server web fuori del territorio britannico — fu ripristinato.
La National Union of Journalists (NUJ) ha criticato i FIT per la loro sorveglianza e l'occasionale violenta molestia verso i giornalisti intenti all'opera. Marc Vallee, che fu spedito all'ospedale dalla polizia dopo aver documentato una manifestazione, ha detto che le squadre limitano la libertà di stampa e si rivolse all'Home Office per ribadire che la polizia non ha alcun diritto di limitare il lavoro dei fotogiornalisti. Bob Broadhurst, responsabile del servizio di ordine pubblico della Metropolitan Police, affermò in una dichiarazione alla conferenza NUJ del 2008 che i giornalisti "esibendo una valida forma di accredito potranno continuare il loro lavoro". La NUJ ha intenzione di proporre un reclamo all'Information Commissioner's Office in relazione al fatto che la Metropolitan Police non espone i dettagli sulla sorveglianza di giornalisti ai sensi del Freedom of Information Act 2000. Bob Broadhurst dichiarò ai fotografi in una conferenza NUJ che lui non aveva alcuna fiducia nella National Press Card (una forma di tessera di riconoscimento per la stampa) benché per ottenerla i giornalisti debbano provare l'autenticità della loro qualifica ad un'autorità indipendente.
La serie TV BBC Panorama nel luglio 2009 dedicò un intero episodio intitolata "Che fine ha fatto il potere del popolo?" che discuteva l'uso dei FIT nei confronti di attivisti e giornalisti.

## Unità di polizia simili
La Greater Manchester Police si avvale di una Video Intelligence Unit, con agenti in borghese che avvicinano e filmano certi ex detenuti scarcerati dopo aver scontato la loro pena. Inoltre videoregistrano persone che tengono un comportamento antisociale in luoghi pubblici. Lo scopo è fornire ad altri agenti di polizia immagini aggiornate sull'aspetto di persone che hanno infranto la legge. Questo materiale video è riprodotto in continuazione negli ambienti in cui gli agenti espletano le loro incombenze amministrative. Alcune sequenze sono state caricate su YouTube nel tentativo di catturare dei supposti recidivi. Ciò ha fatto sì che alcuni trasgressori che non avevano rispettato le condizioni della libertà vigilata fossero incarcerati nuovamente. Da quando, nel 2006, fu lanciata l'unità, sono state filmate oltre 900 persone. Non tutte queste persone però sono sospettate di aver commesso reati, le persone possono essere filmate se si crede che abbiano a che fare con delinquenti abituali o se sono state fermate in circostanze sospette in una zona di grande criminalità. Kieran Walsh, un avvocato che si occupa di libertà civili, disse che il lavoro dell'unità "potrebbe avere implicazioni" nei confronti delle forze dell'ordine ai sensi dell'articolo 8 della Convenzione europea per la salvaguardia dei diritti dell'uomo e delle libertà fondamentali — il diritto alla riservatezza. Ritiene che filmare debba essere una reazione "proporzionata e ragionevole" ad un reato, il che non avviene nel caso di persone vigilate a causa di quel che potrebbero fare in futuro. Non si sa per quanto tempo verranno conservati i dati raccolti dall'unità, ma la GMP al momento prevede che siano immagazzinati per cinque anni.